# El Silbón
El Silbón (El Xiulador, en català) és un personatge popular dins la mitologia dels Llanos de l'Estat de Portuguesa (Veneçuela). Es tracta d'un home alt i prim, el qual duu a l'esquena un sac ple d'ossos humans, i amb un xiulet escruixidor i enganyós, car quan hom l'escolta proper és perquè està lluny, però si sona llunyà és perquè està prop. Si una persona té la desgràcia de creuar-se amb El Silbón, té poques possibilitat d'escapar-hi amb vida i seny.

## L'origen
Segons la llegenda, El Silbón al principi era un noi vigorós i audaç. En descobrir una situació estranya entre la seva dona i el seu pare (potser una violació, potser una infidelitat), el noi comença una baralla a mort amb el pare, baralla la qual acaba quan aconsegueix assassinar al pare atordint-lo amb un cop de pal en el cap i després escanyant-lo. L'avi del noi, escoltant-ne la baralla s'hi apropa, topant-se amb el funest espectacle. Després, apallissant al seu net, el qual net hi havia amarrat a un arbre, el maleïx per a sempre ("eso no se le hace a su padre... Maldito eres, pa´ toa´ la vida"). Quan el solta, li frega les ferides amb pebres picants i li engeggà un gos el qual el li mossegarà els talons fins a la fi dels temps. El sac d'ossos potser serien els del seu propi pare, encara que també hi poden ser els de les últimes víctimes, car El Silbón té el costum d'atacar els viatjers solitaris dels Llanos, xuclar el melic dels borratxos, etc.